# Вершина (геометрія)
В геометрії вершина — особливий вид точки, яка описує кут або перетин геометричних фігур.

## Визначення

### Як кута

Вершиною кута називається точка, з якої два відрізки або промені виходять разом.

Вершиною кута є точка, з якої два промені або відрізки починаються, в якій зустрічаються або перетинаються (перетин).

### Як багатогранника
Вершина — кутова точка багатокутника, багатогранника, або іншого багатовимірного політопа, утвореного перетином ребер або граней об'єкта.
У багатокутника вершина називається «опуклою», якщо внутрішній кут багатокутника, тобто кут, утворений двома ребрами при вершині, з багатокутником всередині кута, менше, ніж π радіан (180°, два прямих кути); в іншому випадку вершина називається «увігнутою» або «рефлексом». В цілому, вершина багатогранника або політопу опукла, якщо перетин багатогранника або політопу з досить малою сферою з центром у вершині опуклий, та увігнута в протилежному випадку.
Вершини багатогранника пов'язані з вершинами графів так, що 1-кістяк багатогранника є граф, вершини якого відповідають вершинам багатогранника, і тому граф можна розглядати як одновимірний симпліційний комплекс, вершини якого є вершинами графу. Однак у теорії графів вершини можуть мати менше два інцидентних ребра, що, як правило, не дозволено для геометричних вершин. Існує також зв'язок між геометричними вершинами і вершинами кривої, її точок екстремальної кривини: в якомусь сенсі вершини багатокутника є точками нескінченної кривини, і якщо багатокутник наближається до гладкої кривої, вершиною буде точка екстремальної кривини поблизу кожного багатокутника. Однак гладка крива, наближена до багатокутника, буде також мати додаткові вершини в точках, де кривина мінімальна.

### Як плоскої плитки
Вершиною плоскої плитки або мозаїки є точка, де три або більше плиток стикаються; в цілому, але не завжди, плитки теселяції є багатокутниками та вершинами мозаїки є також вершини її плиток. В цілому, теселяції можна розглядати як свого роду топологічний клітинний комплекс, так само як грані багатогранника або політопа; вершинами інших видів комплексів, таких як симпліційні комплекси, є його нуль-вимірні грані.

## Головна вершина

Вершина B — вухо, тому що інтервал між С і D повністю знаходиться всередині полігону. Вершина С — рот, тому що відкритий відрізок між А і В повністю знаходиться зовні багатокутника.

Вершина xi простого багатокутника Р є головною вершиною багатокутника, якщо діагональ [x(i−1),x(i+1)] перетинає границю Р тільки в точках x(i−1) та x(i+1). Існують два типи головних вершин: вухо і рот.

### Вухо
Кажуть, що головна вершина xi простого багатокутника P — вухо, якщо діагональ [x(i−1),x(i+1)], що відсікає xi, цілком лежить в P. (див. також опуклий многокутник) Теорема про два вуха стверджує, що кожен простий багатокутник має два вуха.

### Рот
Кажуть, що головна вершина xi простого багатокутника P — рот, якщо діагональ [x(i−1),x(i+1)] лежить зовні Р.

## Кількість вершин багатогранника
Поверхня будь-якого опуклого багатогранника має ейлерову характеристику
{\displaystyle V-E+F=2,}
де V — число вершин, E — число ребер, і F — число граней. Це рівняння відоме як формула Ейлера для багатогранника. Таким чином, число вершин на дві більше, ніж перевищення кількості ребер над числом граней. Наприклад, куб має 12 ребер, 6 граней і, отже, 8 вершин.

## Вершини в комп'ютерній графіці
У комп'ютерній графіці об'єкти часто подаються як триангульовані багатогранники, в яких об'єкт вершини є пов'язаним не тільки з трьома просторовими координатами, але і з іншою графічною інформацією, необхідною для коректного відображення об'єкта, такою як кольори, властивості відображення, текстури і нормалі у вершинах; ці властивості використовуються при поданні вершинних шейдерів та обробки вершин.

## Зовнішні зв'язки
- Weisstein, Eric W. Polygon Vertex(англ.) на сайті Wolfram MathWorld.
- Weisstein, Eric W. Polyhedron Vertex(англ.) на сайті Wolfram MathWorld.
- Weisstein, Eric W. Principal Vertex(англ.) на сайті Wolfram MathWorld.